# Islands in the Stream (canción)
«Islands in the Stream» es una canción escrita por Barry Gibb, Maurice Gibb y Robin Gibb, grabada por los artistas de música country estadounidense Kenny Rogers y Dolly Parton. Nombrado en honor a una novela de Ernest Hemingway, fue lanzado el 15 de agosto de 1983 como el primer sencillo del álbum de Rogers Eyes That See in the Dark. La canción fue escrita originalmente para Diana Ross en un estilo rhythm and blues, pero luego fue reelaborada para el dúo por Rogers y Parton. Bee Gees lanzaron una versión en vivo de la canción en 1998 y una versión de estudio en 2001.
La canción alcanzó el número uno en la lista de Billboard Hot 100 en los Estados Unidos, lo que le dio a Rogers y Parton su segundo éxito pop número uno (después de "Lady" en 1980 y "9 to 5" de Parton en 1981). También encabezó las listas Country y Adult Contemporary. 
La Recording Industry Association of America le otorgó la doble certificación de platino y oro como sencillo por 2 millones y medio de ventas digitales en Estados Unidos. En 2005, la canción encabezó la encuesta de CMT de los mejores dúos de country de todos los tiempos; Parton y Rogers se reunieron para interpretar la canción en el especial de CMT.
Rogers y Parton grabaron juntos un álbum navideño y tuvieron un éxito adicional con su dúo de 1985 "Real Love".
Por motivos de licencia, esta canción no se incluyó en el lanzamiento digital de Eyes That See in the Dark de Capitol Records en Nashville. Sony Music Entertainment, el propietario actual de RCA Records, protegió los derechos de autor de esta grabación y está disponible digitalmente solo en varias compilaciones de Sony Music, especialmente las de Dolly Parton.

## Estructura musical
La canción se canta en moderado [Compás (música)#Compás binario de subdivisión binaria: 2/4|4/4 tiempos]], con Rogers y Parton alternando las voces principales. Su versión está en do mayor cuando Rogers canta como líder, pero cambia a la bemol mayor cuando Parton toma el liderazgo.

## Recepción
Cash Box dijo que "el sonido es simplemente magnífico, al igual que la melodía, al igual que las voces".

## Posicionamiento en listas
| Lista (1983–1984)                     | Máxima posición |
| ------------------------------------- | --------------- |
| Alemania (Offizielle Deutsche Charts) | 25              |
| Australia (Kent Music Report)         | 1               |
| Austria (Ö3 Austria Top 40)           | 1               |
| Bélgica (Flandes) (Ultratop 50)       | 7               |
| Canadá (The Record)                   | 1               |
| Canadá (RPM Top Singles)              | 1               |
| Canadá (RPM Adult Contemporary)       | 1               |
| Canadá (RPM Country Tracks )          | 1               |
| España (AFYVE)                        | 28              |
| Estados Unidos (Billboard Hot 100)    | 1               |
| Estados Unidos (Hot Country Songs)    | 1               |
| Estados Unidos (Adult Contemporary)   | 1               |
| Irlanda (IRMA)                        | 2               |
| Nueva Zelanda (Recorded Music NZ)     | 2               |
| Noruega (VG-lista)                    | 2               |
| Países Bajos (Dutch Top 40)           | 4               |
| Reino Unido (UK Singles Chart)        | 7               |
| Sudáfrica (Springbok Radio)           | 4               |
| Suecia (Sverigetopplistan)            | 3               |

## Otras versiones
- El cantante danés de blues-rock Peter Thorup y la cantante pop Anne Grete Rendtorff tuvieron un gran éxito con una versión con letra danesa en 1984 llamada Skibe uden Sejl (Ships without Sails). La canción se utilizó como tema principal de la serie de televisión danesa Måske i morgen (maybe tomorrow) que se muestra en la televisión nacional danesa DR.
- El artista de reggae jamaicano Owen Gray hizo una versión de la canción en un álbum titulado Little Girl en 1984.[26]
- En 1994 el cantante mallorquín Tomeu Penya hizo una versión titulada "Illes dins un riu" para su álbum Una Aclucada d'ull.[27]
- El coro de la canción de hip-hop de 1998 "Ghetto Supastar (That Is What You Are)" es una interpolación del coro de "Islands in the Stream". La canción fue hecha por Pras y Wyclef Jean junto con la voz de Mýa.
- Los artistas country Hailey Whitters y ERNEST, bajo el nombre de Countrypolitan, hicieron una versión de la canción en 2021.[28]